# Radioaktivität (Lied)
Radioaktivität ist ein Lied der deutschen Elektropop- und Krautrock-Band Kraftwerk, das im Oktober 1975 erschien. Bekanntheit erlangte das Lied auch in seiner englischsprachigen Version Radioactivity.

## Entstehung und Veröffentlichung
Das Lied wurde von den Kraftwerk-Mitgliedern Ralf Hütter, Florian Schneider-Esleben und Emil Schult geschrieben. Hütter und Schneider-Esleben zeichneten zudem auch für die Produktion verantwortlich.
Die Erstveröffentlichung von Radioaktivität erfolgte am 30. Oktober 1975 bei Hörzu, als Teil von Kraftwerks fünften gleichnamigen Studioalbums (Katalognummer: 064-82087). Am 14. Dezember desselben Jahres erschien das Lied bei Kling-Klang als einzige Singleauskopplung aus dem Album. Diese erschien als 7″-Single mit der B-Seite Antenne (Katalognummer: 006-82 119). 1991 erschien unter der Titelbezeichnung Radioaktivität 91 eine Neuauflage des Liedes. Diese erschien bei Kling Klang als Single mit Remixen von François Kevorkian und William Orbit (Katalognummer: EM 201) sowie Teil des Remixalbums The Mix (Katalognummer: CDP 1C 568-7 96650 2).
Die englischsprachige Version Radioactivity erschien erstmals im November 1975 auf der englischen Albumversion bei Capitol Records (Katalognummer: 5C 062-82087). Am 13. Februar 1976 erschien diese auch als 7″-Single, mit der B-Seite Antenna, dem englischsprachigen Pendant zu Antenne (Katalognummer: CL 15853).

## Inhalt und Stil
Die Originalaufnahme enthält eine Minimoog-Basslinie, die Achtelnoten spielt. Morsezeichen, die auf Radioaktivität hinweisen, sind ebenfalls zu hören; und zwar zu Beginn des Stücks und erneut am Ende. Beim zweiten Mal wird die Botschaft mit „is in the air for you and me“ fortgesetzt.
Die Version von 1991 lässt alle Verweise auf das Radio weg und enthält einen zusätzlichen Text mit einem pointierten Anti-Atomkraft-Thema, der die zentrale lyrische Hook in „stop radioactivity“ umformt und sich auch auf „contaminated population“ bezieht und Tschernobyl, Harrisburg, Sellafield und Hiroshima namentlich erwähnt.

## Liveauftritte
Im Jahr 2012 spielten Kraftwerk Radioactivity während der No Nukes 2012 in Japan. Zum Gedenken an die Atomkatastrophe von Fukushima Daiichi sang Hütter den alternativen Text des Liedes auf Japanisch. Der neue Liedtext wurde von Ryūichi Sakamoto ins Japanische übersetzt, und nehmen direkt Bezug auf Fukushima. Diese Version des Liedes enthält weitere Textänderungen wie „Tschernobyl, Harrisburg, Sellafield, Fukushima“ sowie die Forderung nach einem Ende der Nutzung der Atomtechnologie in Japan.

## Rezeption
Rezensionen
Billboard und The Guardian setzten das Lied im Jahr 2020 auf Platz fünf bzw. Platz zwei ihrer Listen der „besten Kraftwerk-Lieder“.
Nachwirkungen
Das Lied beeinflusste Orchestral Manoeuvres in the Darks Titel Electricity (Mai 1979). Andy McCluskey von OMD beschreibt Electricity als „eine schnellere, punkigere Version von Radioactivity mit einem Refrain“.
Mediale Verwendung
Das Lied erschien in Rainer Werner Fassbinders Filmen Chinesisches Roulette (1976) und Berlin Alexanderplatz (1980) sowie in dem Dokumentarfilm Into Eternity (2010).
Das Lied war im Staffelfinale von American Horror Story: NYC (2022) als Teil einer Todesmontage zu hören.

## Kommerzieller Erfolg

### Chartplatzierungen
| ChartsChartplatzierungen     | Höchstplatzierung | Wochen |
| ---------------------------- | ----------------- | ------ |
| Vereinigtes Königreich (OCC) | 43 (2 Wo.)        | 2      |

### Auszeichnungen für Musikverkäufe
| Land/Region       | Auszeichnungen für Musikverkäufe (Land/Region, Auszeichnung, Verkäufe) | Verkäufe |
| ----------------- | ---------------------------------------------------------------------- | -------- |
| Frankreich (SNEP) | Gold                                                                   | 500.000  |
| Insgesamt         | 1× Gold ·                                                              | 500.000  |

## Coverversion
Der britische Musiker Fatboy Slim coverte Radioactivity für den Schlusstitel seiner Kompilation Late Night Tales: Fatboy Slim (Oktober 2007). Der Gesang wurde von einer Frau aus seinem Lieblingsplattenladen beigesteuert. Das Lied wurde zudem auch als 7″-Single in limitierter Auflage veröffentlicht.